# Інсталяція ПЗ
Інсталяція (встановлення) — процес встановлення програмного засобу (операційної системи, застосунку) на комп'ютер кінцевого користувача. Виконується особливою програмою (менеджером пакунків), наявною в операційній системі (наприклад, RPM і APT у Linux, Windows Installer у Microsoft Windows), або ж тією, що постачається разом з програмним засобом. В операційній системі GNU поширене використання системи GNU toolchain і її аналогів для компіляції програмного засобу безпосередньо перед встановленням.
Більшість програмних засобів постачаються для продажу та поширення в стисненому (упакованому) вигляді. Для нормальної роботи їх потрібно розпакувати, а необхідні дані правильно розмістити на комп'ютері, враховуючи відмінності між комп'ютерами і налаштуваннями користувача. У процесі встановлення перевіряється відповідність комп'ютера вимогам програмного засобу, комп'ютер необхідним чином конфігурується (настроюється) для зберігання файлів і даних, необхідних для правильної його роботи.
Встановлення, як правило, включає розміщення всіх необхідних файлів у відповідних місцях файлової системи, а також зміну та створення конфігураційних файлів. Менеджери пакунків також виконують під час встановлення контроль залежностей, перевіряючи, чи є в системі необхідні для роботи цього програмного засобу пакунки, а в разі успішного встановлення реєструють новий пакунок у списку доступних. Оскільки цей процес відрізняється для кожного програмного засобу і комп'ютера, то багато програмних засобів (зокрема, операційні системи) постачаються разом з універсальним або спеціальним інсталятором — програмою, яка автоматизує більшу частину роботи зі встановлення.
Деякі програмні засоби розроблено так, що встановлюються простим копіюванням своїх файлів у потрібне місце, а самого процесу встановлення як такого немає. Про такі програми кажуть, що вони є переносними, тобто, не вимагають встановлення. Це поширене серед застосунків для Mac OS X, DOS і Microsoft Windows. Існують операційні системи, які не вимагають встановлення, і, таким чином, можуть бути безпосередньо запущені з завантажувального CD, DVD або USB, не впливаючи на інші ОС, встановлені на комп'ютері користувача. Прикладами такої ОС є Knoppix або Mac OS 1-9.
Цей термін також поширюється на плагіни, драйвери і програмні файли, які самі по собі не є застосунками.

## Деякі жаргонні вислови
Встановлення вручнуВстановлення без встановлювача або із значною кількістю операцій, які вручну виконує користувач.
Тихе встановленняВстановлення, в процесі якого не відображаються повідомлення або вікна. «Тихе встановлення» не є синонімом «автоматичного встановлення», хоча часто помилково використовується в цьому значенні.
Автоматичне встановлення
Встановлення програмного засобу без втручання користувача.